# 3862 Agekian
3862 Agekian је астероид главног астероидног појаса чија средња удаљеност од Сунца износи 2,539 астрономских јединица (АЈ).
Апсолутна магнитуда астероида је 13,0.